# 佐藤こうぞう
佐藤 こうぞう（さとう こうぞう、1956年11月27日 - ）は、日本の飲食トレンドアナリスト。株式会社カシェット代表取締役。元フードスタジアム株式会社代表取締役兼編集長

## プロフィール
香川県観音寺市豊浜町出身。1979年早稲田大学政治経済学部卒業。
日本工業新聞記者を経て、1982年プレジデント社入社。雑誌「プレジデント」編集者を務めた後、1992年独立。
1997年の金融不祥事発覚の突破口となった「野村證券総会屋利益供与事件」をスクープした「月刊BOSS」（編集長代理）など、数々の雑誌創刊に関わった後、2000年6月、飲食スタイルマガジン「ARIgATT」を創刊。vol.11まで編集長をつとめる。
その後、「東京カレンダー」編集顧問を経て、2002年10月、フジテレビと提携し「MENUマガジン」を創刊。vol.3までエディトラルアドバイザー。
2003年1月より飲食業界Webニュースサイト「フードスタジアム」を自社で立ち上げ、編集長をつとめる。
日本で初めて「レストランビジネス・ジャーナリズム」分野の開拓を目指す傍ら、飲食店プロデューサーとして「レストラントレンド」をテーマに講演・執筆を重ねている。
フードスタジアム株式会社を渋谷区代々木に設立、CEO兼編集長に就任。株式会社カシェット代表取締役。2012年より女性のための美酒美飲スタイル誌「バッカンテ」を双葉社より創刊。編集長就任。
現在は東京、福岡を拠点に飲食店のプロデューサーとして活躍している。 2017年11月著書「EAT GOOD」(TWTブックス刊)を出版し、「食を通じてしよう」という考え方を提唱その考えは、子育て世代を中心に浸透している。 「食」をテーマに講演・執筆・テレビ出演等を重ねる中で、地元観音寺市の発展に寄与したいという思いを抱くようになる。2018年から、市内農家の残留農薬ゼロの農産物をブランディングし、東京を中心とした大都会の飲食店に広める活動を開始した。 食育を含めた教育の面からも、観音寺をリードし、発展に貢献したいと考え、2018年子どもと保護者のための個別指導塾「cachetteすくすく教室」と「cachette wellife culture」教をオープンした。

## 略歴
- 1956年香川県観音寺市豊浜町出身。
- 1971年香川県立豊浜中学校卒業。
- 1974年香川県立観音寺総合高等学校卒業（旧 観音寺商業高校）。
- 1979年早稲田大学政治経済学部卒業。
- 日本工業新聞記者を経て、1982年プレジデント社入社。
- 1992年独立。
- 1996年三笠書房「月刊BOSS」創刊にたずさわる。
- 2000年飲食スタイルマガジン「ARIgATT」を創刊、vol.11まで編集長をつとめる。
- 2002年「東京カレンダー」編集顧問。
- 2002年株式会社カシェット設立。代表取締役就任。
- 2002年10月、フジテレビと提携し「MENUマガジン」を創刊、vol.3までエディトラルアドバイザー。
- 2004年1月飲食業界ニュースサイト「フードスタジアム」立ち上げ。編集長就任。
- 2004年 10月から日刊紙の「フジサンケイ ビジネスアイ」日曜版で「行列 のできる店　仕掛人」シリーズ連載開始。
- 2005年8月号から2006年1月号まで「月刊店舗」にて「食トレンドの先読み術」連載。
- 2005年5月フードスタジアム株式会社設立。CEO兼編集長就任。
- 2012年12月女性のための美酒美飲スタイル誌「バッカンテ」を双葉社より創刊。編集長就任。
- 2014年1月フードスタジアム株式会社、会長兼編集長就任。
- 2016年11月著書「EATE GOOD」価値を売って儲けなさい(TWTブックス刊)発刊https://prtimes.jp/main/html/rd/p/000000007.000017760.html
- 2017年10月株式式会社カシェット四国事業部を設立、学習塾「cachetteくすく教室」カルチャー事教室cachette wellife culture」を立上げ